# Lars Odin
Bo Lars Martin Odin, född 23 december 1922 i Lund, död 11 maj 2017, var en svensk läkare.  
Odin, som var son till professor Martin Odin och Karin Beckman, avlade studentexamen i Göteborg 1941, blev medicine kandidat vid Uppsala universitet 1945, medicine licentiat där 1950 samt medicine doktor och docent i klinisk kemi där 1959. Han var förste amanuens på medicinsk kemiska institutionen vid Uppsala universitet 1946–1947, förste assistent 1950–1951, förordnad som provinsialläkare periodvis 1950–1954, innehade doktorandstipendium 1951–1954, förste underläkare vid klinisk kemiska centrallaboratoriet på Akademiska sjukhuset 1955–1959, överläkare vid klinisk kemiska centrallaboratoriet på Falköpings centrallasarett 1959–1964 och överläkare vid klinisk kemiska centrallaboratoriet på Halmstads centrallasarett sedan 1964. Han innehade en forskningstjänst på The Mount Sinai Hospital i New York 1962–1964. Han författade skrifter i medicinsk kemi och klinisk kemi.